# Còssifa de coroneta blanca
El còssifa de coroneta blanca (Cossypha albicapilla; Syn.: Cossypha albicapillus) és una espècie d'ocell paseriforme de la família dels muscicàpids pròpia de l'Àfrica subsahariana septentrional. El 2016, el seu estat de conservació era en risc mínim.

## Distribució i hàbitat
S'estén per una franja que va d'oest a est des d'Àfrica occidental fins a Etiòpia; distribuït per Benín, Burkina Faso, Costa d'Ivori, Camerun, Gàmbia, Ghana, Guinea, Guinea Bissau, Mali, Niger, Nigèria, República Centreafricana, Senegal, Sierra Leone, Sudan del Sud, Togo i Etiòpia. El seu hàbitat natural són les sabanes i les zones de matoll humit.